# Vlag van Steyl

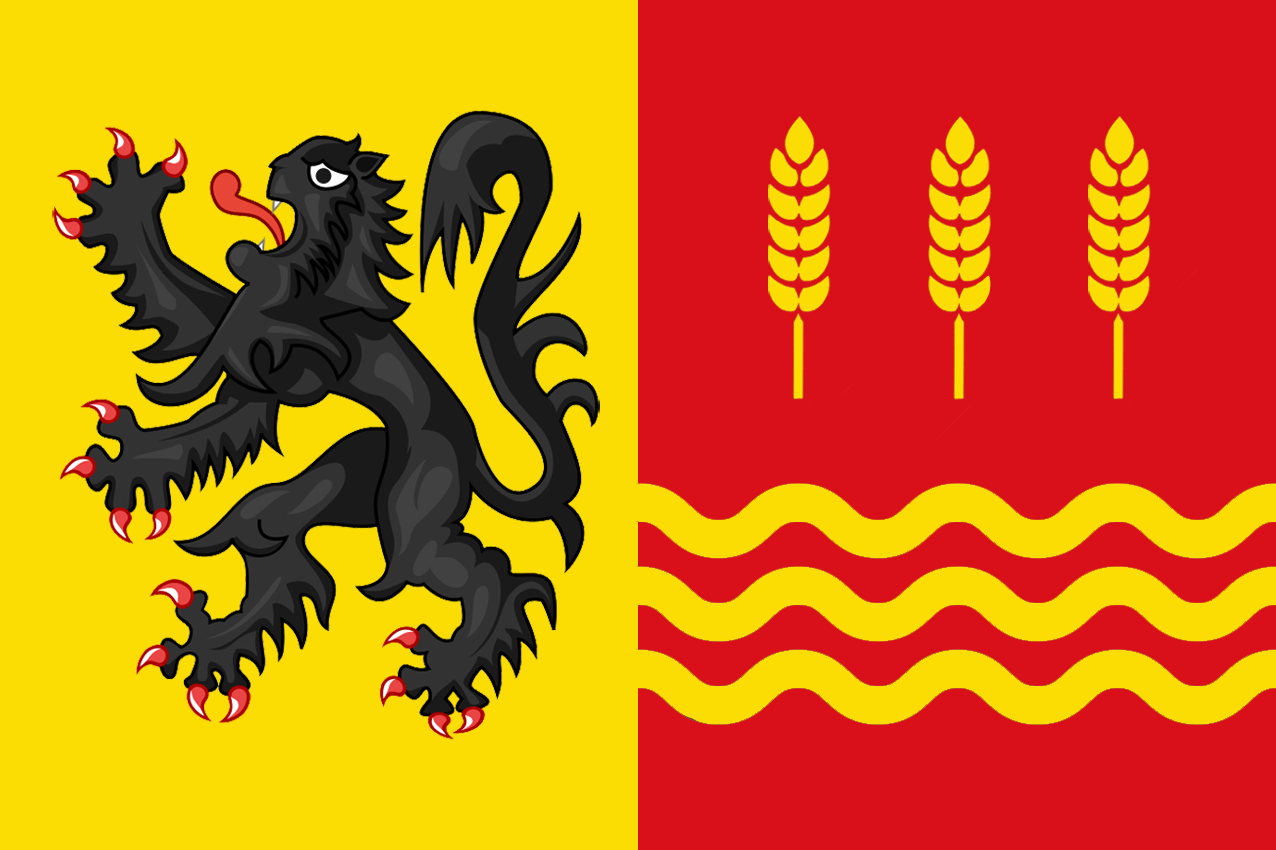
Vlag van Steyl
(sinds 2023)

De vlag van Steyl werd op 3 september 2023 door het Nederlandse dorp Steyl in gebruik genomen. De vlag bestaat uit twee verticale vlakken, waarvan het vlak (aan de mastzijde) geel van kleur is en het vlak rechts rood. In het midden van het gele vak wordt de Gulikse leeuw afgebeeld. In het rode vlak worden drie gouden korenaren en drie golven afgebeeld. 

## Geschiedenis
Steyl heeft altijd een eigen “gezicht” gehad. Ofschoon Steyl een kerkdorp van Tegelen was, had men er toch altijd het gevoel tot een eigen gemeenschap te behoren. Men hoeft slechts te spreken met mensen die altijd in Steyl hebben gewoond of met een van die ijverige verenigingsmensen om te ervaren wat Steyl voor hen betekent en dat ze het een warm hart toedragen. De vlag is een symbolische uitdrukking van de saamhorigheid waarin getracht is iets van het eigen van Steyl in symbolen weer te geven.
- De leeuw in de vlag is afkomstig uit het wapen van het voormalig Hertogdom Gulik, waartoe Steyl en Tegelen tot aan de Franse tijd behoorden. Om de band met Gulik te tonen is gekozen voor de Gulikse leeuw, welke goed contrasteert met het goud en rood van de voormalige gemeente Tegelen. Door familiebanden met het graafschap Vlaanderen komt de leeuw overeen met Vlaamse zwarte leeuw.
- In de vlag zijn de kleuren goud en rood verwerkt welke verwijzen naar de eerste Tegelse vlag uit 1938. De banen in bepaalde vorm (verticaal) symboliseren volgens de Heraldiek de alliantie en verbondenheid tussen Steyl en de voormalige gemeente Tegelen evenals de saamhorigheid binnen de Steylerse gemeenschap welke zich uit in het rijke verenigingsleven.
- De drie golven refereren op de eerste plaats aan de Maas, vriend en vijand. De gunstige ligging van Steyl aan de Maas was in vorige eeuwen van een vrij belangrijke economische betekenis voor de handel met het achterland. Steyl heeft zijn naam te danken aan de steile, geërodeerde bocht – oever die het laden en lossen van goederen vergemakkelijkt (loswal).
- De drie gouden korenaren staan voor het heraldisch symbool van de vruchtbaarheid. Daarnaast  symboliseert dit het beeld van Christus de Zaaier aan het Museumplein. Een parabel uit het evangelie vertelt over de zaaier die uitging om te zaaien. Het zaad is het evangelie. Genoemd symbool duidt ook op de band tussen Steyl en zijn missionarissen SVD.

## Ontstaan van de vlag
In de periode tussen de carnavalsseizoenen had Steyl geen eigen dorpsvlag om mee te vlaggen. Op initiatief van een aantal bewoners van de Maasstraat op Steyl is daar in juli 2022 verandering in gekomen. Kees van Hintem, voormalig wethouder Jo van de Velden en William Killaars hebben Pascal Thönissen benaderd voor het ontwerp van de vlag. De vlag is een afgeleide van het officieuze “Wapenschild van Steyl” naar het idee van oud-inwoner Huub Sprengers en Louis Janssen uit 2016.
In 2023 heeft de dorpsraad van Steyl dit initiatief omarmd en ervoor gezorgd dat de vlag geproduceerd kon worden. Daarnaast heeft de wijkraad met de steun van de gemeente Venlo masten geplaatst op alle invalswegen van Steyl (Waterloostraat, Kloosterstraat, Stationsstraat) en het Museumplein op Steyl zodat de vlag permanent ten toon gesteld kan worden.

## Presentatie
Onder de klanken van het eigen Steyler volkslied Steyl is ‘t sjoenste plaetske, gezongen door  zangvereniging Vriendenkring en kwartetvereniging Animo, is de “eerste” vlag van Steyl op 3 september 2023 namens de gemeente Venlo door de wethouder van cultuur Mevr. Marij Pollux gehesen aan het Museumplein tijdens de jaarlijkse Steylerdag.